# Lillian McNeill Palmer

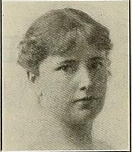
Lillian Palmer, 1912

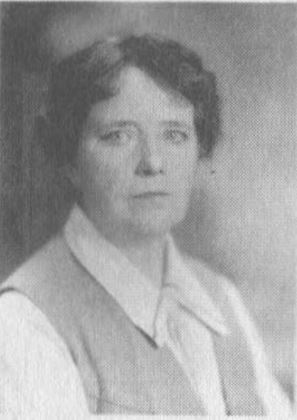
Lillian McNeill Palmer, 1908

Lillian McNeill Palmer Eolian Williams (* 1871 in Stonington (Connecticut), USA; † 1961 in Los Gatos, Kalifornien, USA) war eine amerikanische Kupferschmiedin. Ihre Arbeiten waren Teil des kalifornischen Arts and Crafts Movement. Sie war die Gründerin des Women’s Business and Professional Clubs in San Francisco.

## Leben und Werk

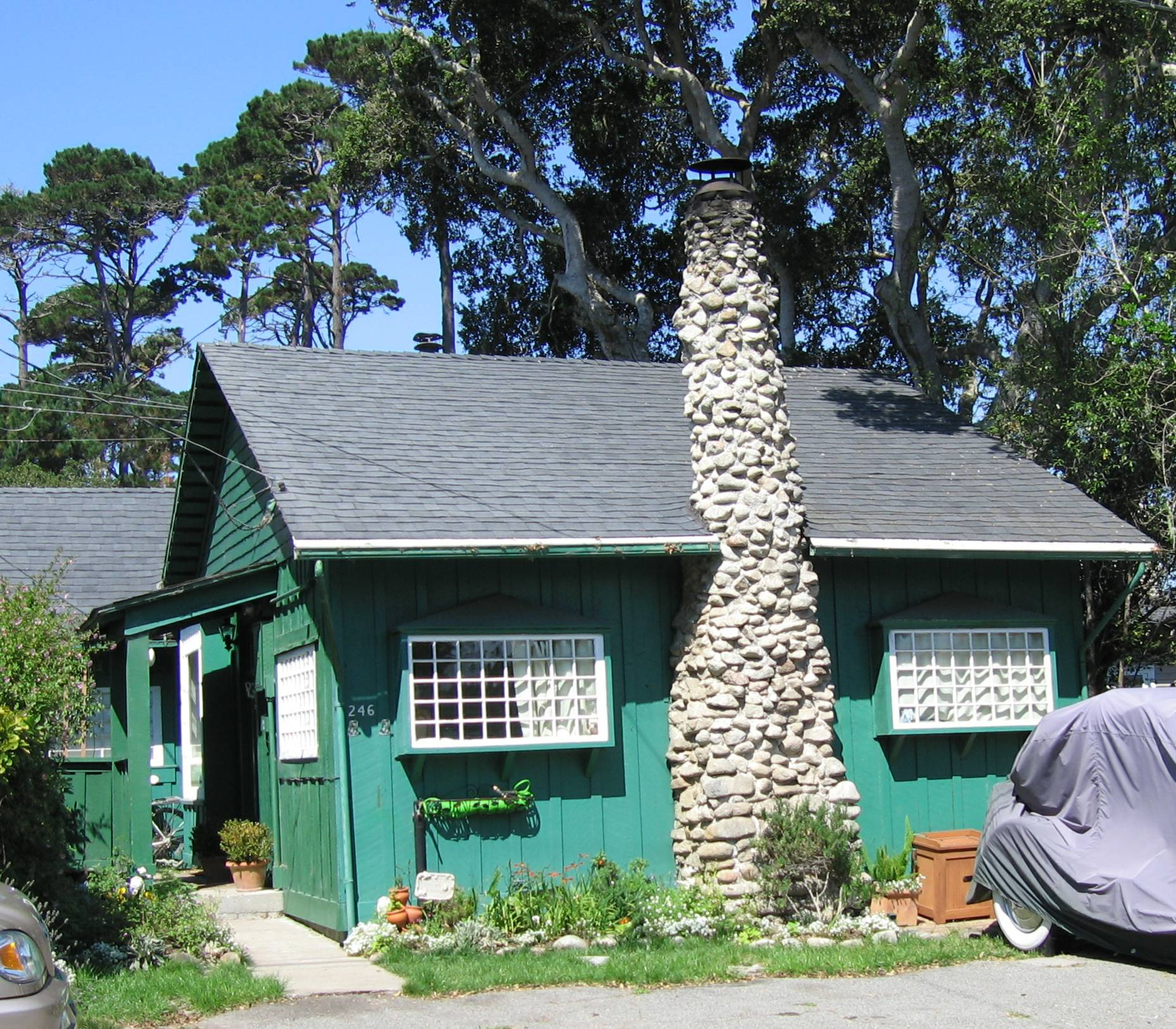
Das erste Haus, entworfen und gebaut von Emily Williams mit Hilfe von Lillian Palmer

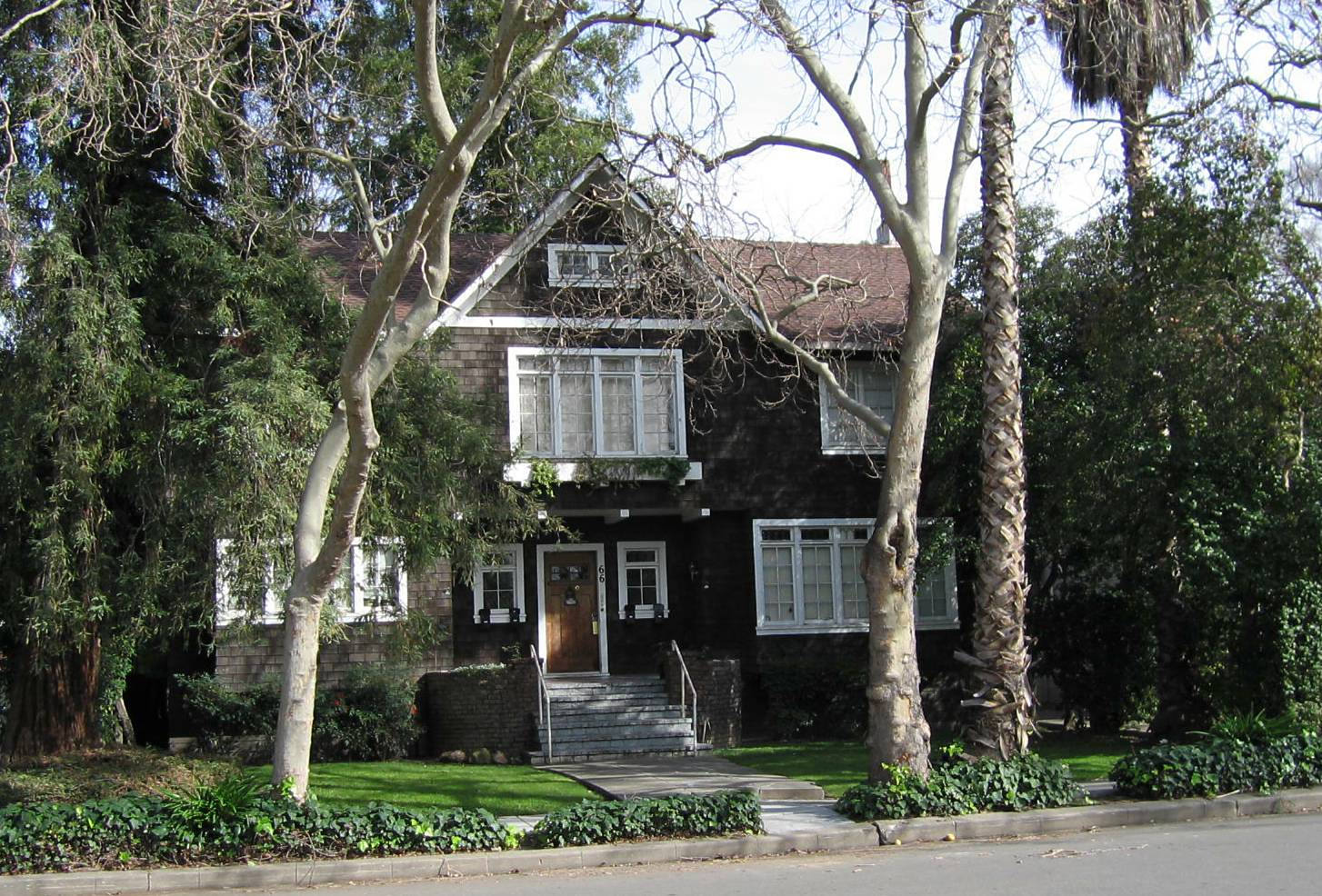
Haus von Don und Annie Palmer, 66 S. 14th Street, San Jose, 1906

Palmer war die Tochter von Annie Palmer und Donald Palmer, der in der Bergbauindustrie arbeitete und viel reiste. Sie zog um 1890 mit ihrer Familie nach Kalifornien und 1899 lebten sie in San José (Kalifornien) . Palmer war eine Cousine zweiten Grades des Malers James McNeill Whistler durch dessen Mutter Anna McNeillWhistler (1804–1881). 1898 lernte Palmer bei einer gesellschaftlichen Veranstaltung in San Jose Emily Williams kennen. Williams zog in das Haus ihrer Familie, als Williams Vater 1899 starb.
In den 1900er Jahren arbeitete Palmer als Autorin und Redakteurin für die Mercury Publishing Company und begann sich für die von der Arts and Crafts Movement inspirierten Metallarbeiten zu interessieren. 1901 zogen Palmer und Williams nach San Francisco, wo Williams mit Palmers Unterstützung an der California School of Mechanical Arts studieren konnte. 1903 kauften Palmer und Williams ein Grundstück in Pacific Grove, um es als Musterhaus zu entwickeln und ihre Fähigkeiten in Design und Konstruktion zu demonstrieren. Die beiden Frauen bauten und gestalteten das Haus bis ins kleinste Detail im Stil des Arts and Crafts Movement. Ein Kennzeichen des kleinen Holzgebäudes ist ein aus Feldsteinen unregelmäßig gemauerter Schornstein, der die Außenwand durchbricht.

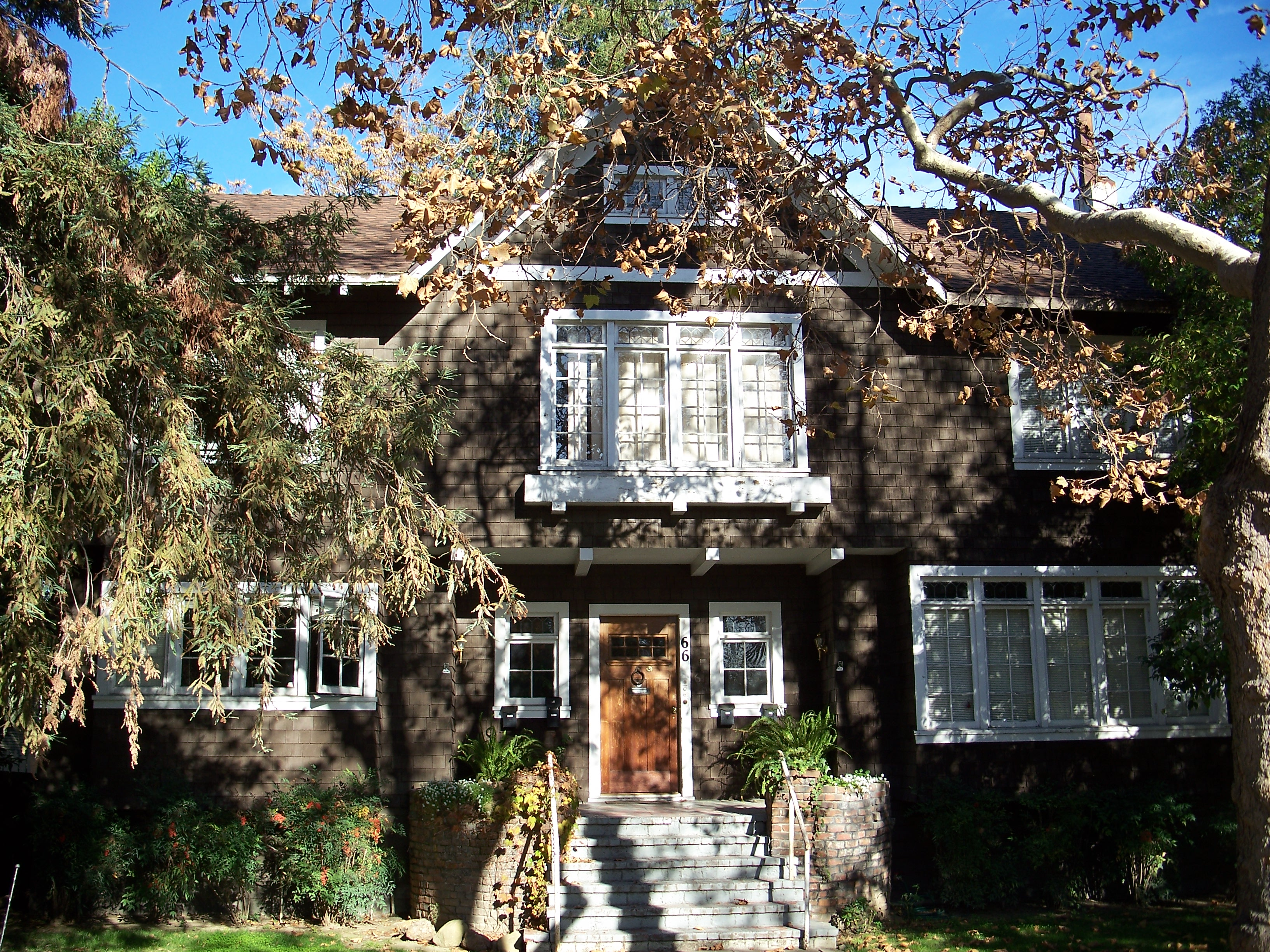
Das von Emily Williams gebaute Arthur Monroe Free House in San José, in dem Palmer ihr Studio hatte

Nach dem Erdbeben von 1906 in San Francisco gehörte Palmer zu den ersten registrierten Metallkünstlern, die Kupfer, Blei und Messing verwendeten. Im Jahr 1906 entwarf Williams das neue Haus der Familie Palmer in San Jose, das später zum Arthur Monroe Free House wurde und jetzt im US National Register of Historic Places eingetragen ist. Palmer und Williams lebten dort mit Palmers Familie und Palmer hatte ein Metallbearbeitungsstudio im Keller, von wo aus sie ihr Geschäft mit Beleuchtungskörpern begann. Im April 1907 wurde sie im  San Francisco Call  als  Ingenious Girl Worker in Metals  vorgestellt. Elizabeth Eleanor D’Arcy Gaw (1868–1944) arbeitete zunächst für sie, bevor sie 1909 bei Dirk van Erp  in San Francisco arbeitete.
Mitte 1908 reisten Palmer und Williams nach Europa und Asien, um insbesondere die Arts and Crafts Movement zu studieren. Palmer studierte in Wien Kurse in Metallhandwerk und Elektrodesign und 1909 in Chicago energieeffiziente Beleuchtung und Beleuchtungsplatzierung zur Verringerung der Augenbelastung.  Nach ihrer Rückkehr lebte sie mit Williams in San Francisco, wo sie den Palmer Copper Shop gründete und Metallkunstwerke herstellte und verkaufte. Williams baute für Palmer und sich eine Wochenendhütte Wake Robin in den Santa Cruz Mountains und ihr Zuhause in San Francisco. Im Ersten Weltkrieg war Metall knapp und Palmer musste den Laden 1917 schließen. Sie und Williams lebten im  Wake Robin, welches 1940 durch einen Brand zerstört wurde.

## Einsatz für das Frauenwahlrecht
Im Spätsommer des Jahres 1911 bereiteten sich die Frauenrechtlerinnen auf die kalifornische Verfassungsänderung vor, die Frauen das Wahlrecht einräumen würde. Sie veranstalteten zahlreiche Versammlungen, um Geld für Kampagnen zur Förderung des Frauenwahlrechts zu sammeln. Da Frauen in dieser Angelegenheit keine Stimme hatten, konnten sie ihre männlichen Kollegen nur informieren und davon überzeugen, sich zu ihren Gunsten zu entscheiden. Mehrere Künstlerinnen und Designerinnen spielten eine wichtige Rolle bei diesen Veranstaltungen. Trotz vieler Widrigkeiten war es diesen Frauen gelungen, sich auch am Warenhandel zu beteiligen. Palmer hatte sich als Kunstschmiedin einen Namen gemacht und ihre Arbeiten in Messing und Kupfer hatten weitreichende nationale Anerkennung gefunden.  Am 1. September 1911 sprach Palmer bei einer Wahlrechtsversammlung in Mill Valley. Laut der Zeitschrift Valley Record  war dieses vom Outdoor Art Club organisierte Treffen  der erste Schritt der lokalen Suffragisten, um die Männer von Mill Valley auf ihre Seite zu ziehen. Viele der Suffragistinnen in Marin County, Frauen der Gesellschaft und Ehefrauen prominenter Geschäftsleute, hatten nie das Bedürfnis oder die Gelegenheit, in den Arbeitsmarkt einzusteigen. Palmers Erfahrung in der Geschäftswelt gab ihr eine einzigartige Perspektive auf den Wert, den die Abstimmung Frauen bringen könnte. Auf der Versammlung in Mill Valley überzeugte Palmer, dass sie eine berufstätige Frau sei und wisse, was Lohnempfänger mit dem Frauenwahlrecht gewinnen würden.
Als überzeugte Frauenrechtlerin setzte Palmer ihren Aktivismus fort. 1917 gründete sie den Women’s Business and Professional Club in San Francisco und war aktives Mitglied und/oder Vorstandsmitglied in vielen Frauenclubs des Bundesstaates Kalifornien. Palmer arbeitete selbstständig im Kunsthandwerk und in den späten 1930er Jahren zogen Williams und Palmer nach Los Gatos, wo Williams ihr Haus entwarf. Zu ihren Lebzeiten erlangte Palmers Werk große Anerkennung.
Palmer starb im Alter von 89 Jahren und sie wurde neben Williams im Los Gatos Memorial Park begraben.